# Selwyn Lake
Der Selwyn Lake ist ein See an der Grenze zwischen den Nordwest-Territorien und der Provinz Saskatchewan in Kanada.

## Lage
Die Wasserfläche beträgt 593 km², die Gesamtfläche einschließlich Inseln 717 km². Er liegt auf einer Höhe von 398 m. Der See wird über den Chipman River zum 50 km südlich gelegenen Black Lake entwässert. Zum nördlich gelegenen See Wholdaia Lake, der im Einzugsgebiet der Hudson Bay liegt, führt eine Portage-Strecke.